# Marco della Robbia
Marco della Robbia (1385 - 1448) est un sculpteur italien du XVe siècle, membre des Della Robbia, une famille d'artistes italiens spécialisés dans la terre cuite émaillée (terracotta invetriata) pendant la Renaissance italienne.

## Biographie
Frère de Luca Della Robbia, Marco della Robbia meurt en 1448, laissant à son frère l'atelier et le four à céramique qu'ils venaient de créer deux ans plus tôt, et le soin d'élever ses six neveux, dont Andrea della Robbia, le plus connu aujourd'hui pour la prolifération de leurs[pas clair] productions dans toute la Toscane.